# Горный парк Рускеала (станция)
Го́рный парк Рускеа́ла — тупиковая станция на ответвлении от линии Сортавала — Суоярви I.

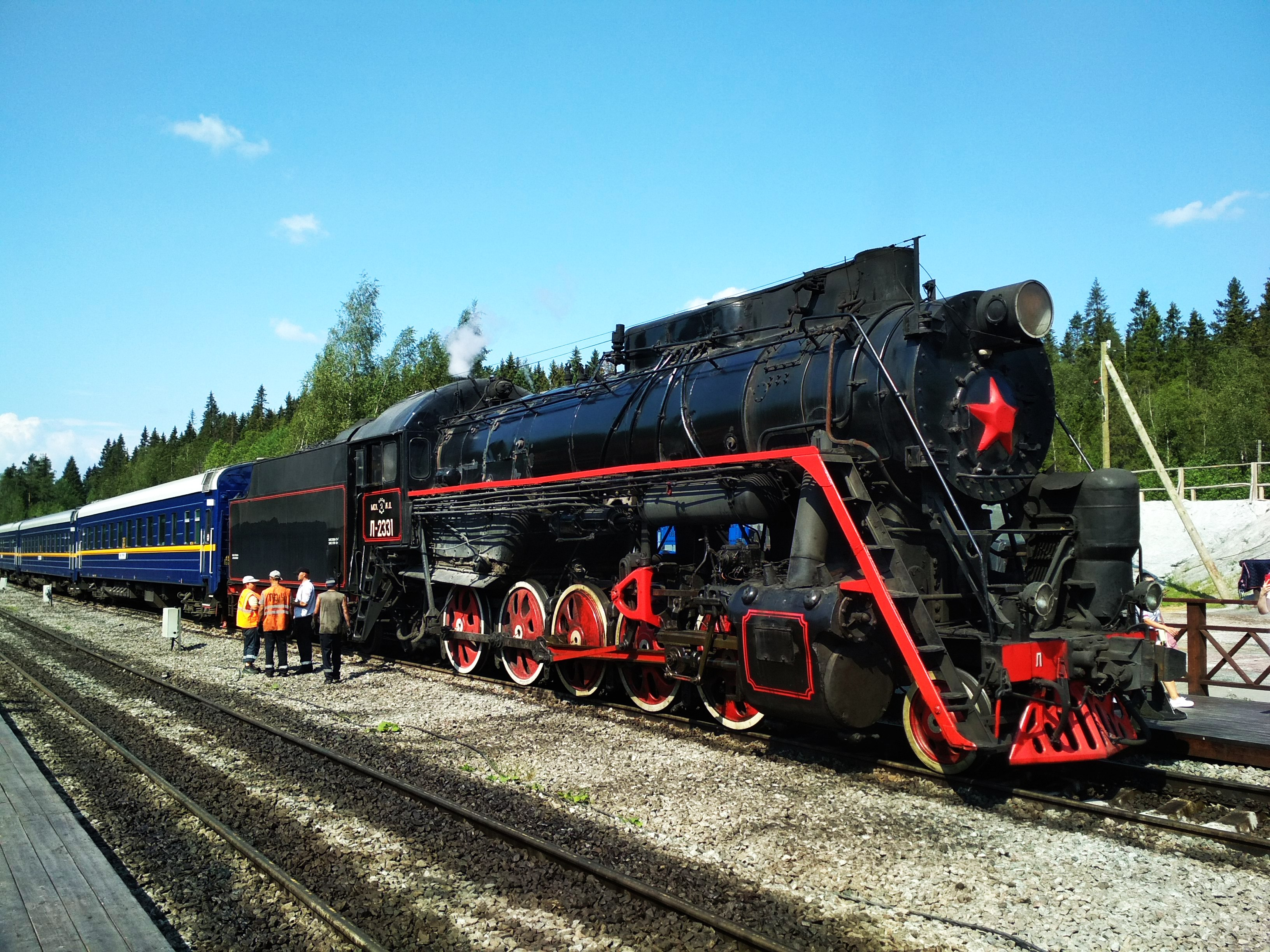
Паровоз Л-2331, c ретропоездом «Рускеальский экспресс» на станции Горный парк Рускеала

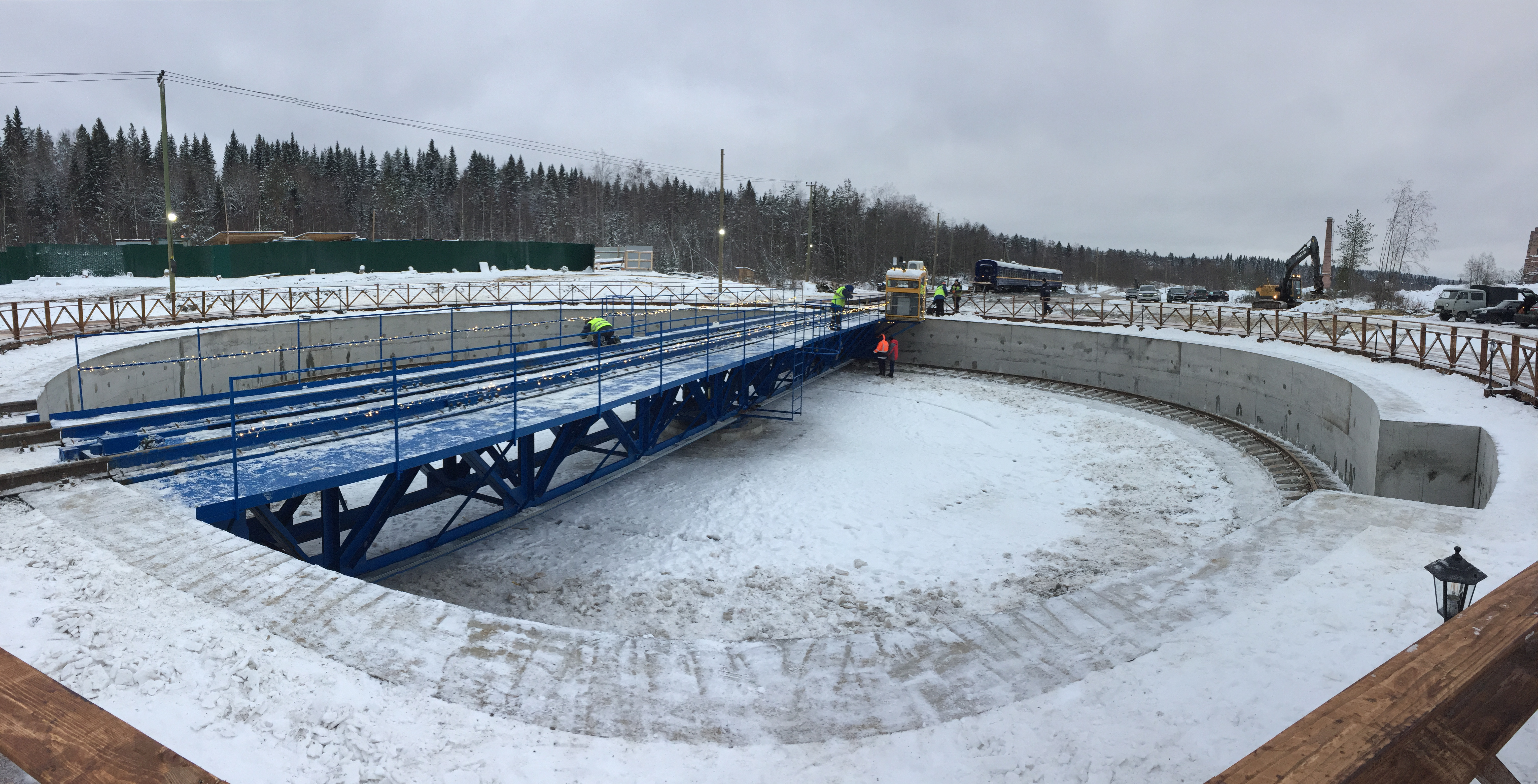
Поворотный круг на станции

## Обращение поездов и пригородное сообщение
| Круглогодичное обращение поездов                                |
| --------------------------------------------------------------- |
| Сортавала — Горный парк Рускеала «Рускеальский экспресс» № 925Ы |
| Горный парк Рускеала — Сортавала «Рускеальский экспресс» № 924Ч |
| Москва — Горный парк Рускеала № 160В                            |

| Сезонное обращение поездов              | Сезонное обращение поездов | Сезонное обращение поездов | Сезонное обращение поездов |
| --------------------------------------- | -------------------------- | -------------------------- | -------------------------- |
| Сортавала — Горный парк Рускеала № 937В |                            |                            |                            |

| Пригородное сообщение по станции      |
| ------------------------------------- |
| Сортавала — Лодейное Поле № 6023/6021 |
| Лодейное Поле — Сортавала № 6022/6024 |

## История
1 июня 2019 года со станции Сортавала до горного парка «Рускеала» был запущен туристический ретропоезд на паровой тяге, интерьер которого выполнен в стиле «Николаевского экспресса».
За первые два месяца работы ретропоезд «Рускеальский экспресс» привёз в горный парк 15 тысяч человек.

## Особенности
За станцией расположен поворотный круг для разворота паровозов, обслуживающих линию.